# Roseau
Roseau je hlavní a zároveň největší město státu Dominika. Rozkládá se na pobřeží Karibského moře kolem ústí řeky, která se rovněž jmenuje Roseau.

## Historie
Ostrov Dominika objevil Kryštof Kolumbus 3. listopadu 1493. Španělé ho ale nemohli kolonizovat, protože původní obyvatelstvo (Indiáni Karibové) své území bránili. Roku 1635 se na ostrově usadili francouzští misionáři. O ostrov s Francií bojovala Velká Británie. Nakonec se stal britskou kolonií, na základě pařížského míru na konci sedmileté války. Britové založili parlament zastupující pouze bílé obyvatele. Francouzi na ostrov dále útočili; pařížský mír z roku 1783 (mírová smlouva mezi USA a Velkou Británií) potvrdila nadvládu Britů, přesto Francie ještě několikrát neúspěšně zaútočila mezi lety 1795 a 1805, při posledním útoku vypálili dnešní Roseau, tehdejší Clarence Town.
V roce 1831 (po zrušení otroctví) získali práva i obyvatelé a přistěhovalci, kteří neměli evropský původ. Od roku 1871 byl ostrov součástí kolonie Závětrné ostrovy, roku 1940 patřil pod Návětrné ostrovy. Roku 1956 se Dominika stala opět oddělenou kolonií, v letech 1958 až 1962 byla členem Západoindické federace, pak opět samostatnou kolonií a v roce 1967 se jí podařilo získat vnitřní samosprávu. 3. listopadu 1978 vyhlásila Dominika samostatnost a Roseau se stalo jejím hlavním městem.
V roce 1979 město výrazně poškodil hurikán.

## Současnost
Mezi významnější dochované památky patří římskokatolická katedrála z roku 1854, Biskupský palác a anglikánský kostel Svatého Jiří, dále zaujme například Vládní palác, muzeum Victoria Memorial a botanická zahrada.

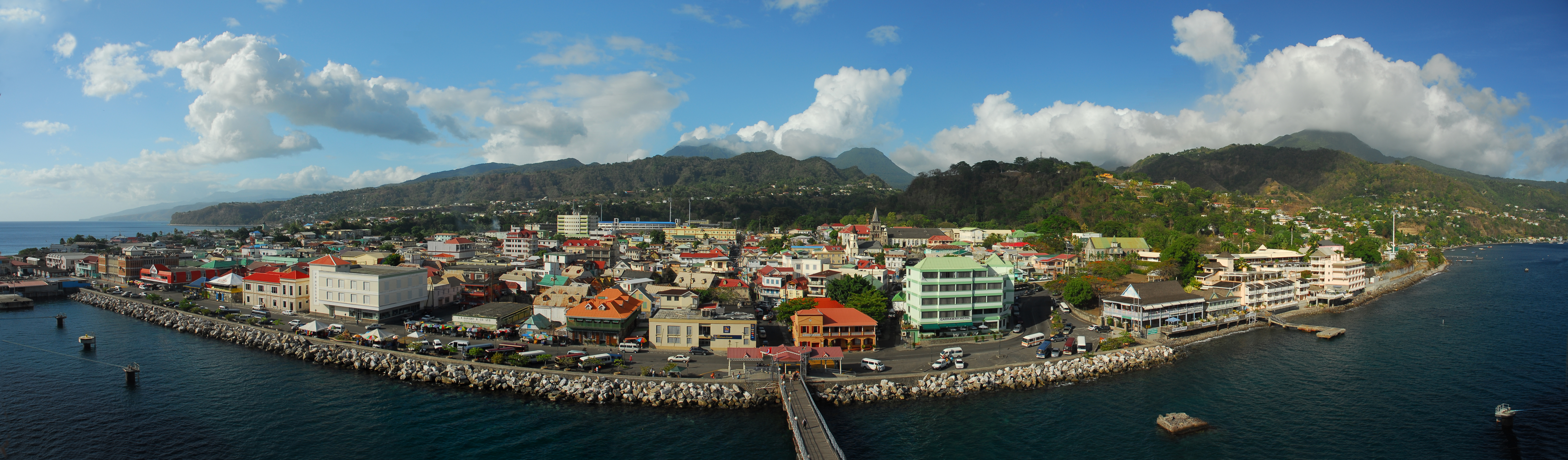
Pohled na jižní část města

Poblíž města se nachází vodopády a termální prameny, známé je jezero Boiling Lake.
Největší ekonomický význam má export, vyváží se tropické plodiny jako banány, citrusy, vonný olej a různé druhy koření. Nezanedbatelný podíl má i cestovní ruch.

## Podnebí
Ve městě celoročně panují vysoké teploty, v lednu se přes den vyšplhají v průměru na 25 °C, v červenci až na 28 °C. Nejvíce srážek (300 mm) spadne v říjnu, lednový průměr je 140 mm a červencový 275 mm.

## Obyvatelstvo
V roce 1900 město obývalo asi 5 000 lidí. Další vývoj počtu obyvatel ukazuje tabulka (některé údaje započítávají celou aglomeraci):
| Rok            | 1970   | 1978   | 1981  | 1991   |
| Počet obyvatel | 12 000 | 20 000 | 8 300 | 16 534 |